# Stipe Perica
Stipe Perica (Zadar, 7 de julio de 1995) es un futbolista croata que juega de delantero en el F. C. Dinamo de Bucarest de la Liga I.

## Trayectoria
Perica comenzó su carrera deportiva en el NK Zadar en la Primera Liga de Croacia en la temporada 2012-13, en la que jugó 20 partidos y marcó 8 goles.

### Chelsea
Tras su gran primera temporada como profesional fichó por el Chelsea F. C., que lo cedió nada más llegar al NAC Breda, en el que jugó cedido dos temporadas en la Eredivisie.
En enero de 2015 fue cedido al Udinese Calcio de la Serie A, con el que debutó el 8 de febrero de 2015, en un partido frente al S. S. C. Nápoles.

### Udinese
Durante la temporada y media que estuvo cedido en el Udinese convenció su nivel, abandonando definitivamente el Chelsea para jugar en el equipo de Údine.
Posteriormente el Udinese lo cedió al Frosinone Calcio, al Kasımpaşa S. K.  y al R. E. Mouscron.

### Watford
En 2020 fichó por el Watford F. C. del EFL Championship. Un año después se marchó traspasado al Maccabi Tel Aviv F. C.

## Selección nacional
Perica fue internacional sub-19, sub-20 y sub-21 con la selección de fútbol de Croacia.
Con la selección sub-20 disputó la Copa Mundial de Fútbol Sub-20 de 2013.

## Clubes
| Club                      | País         | Año       |
| ------------------------- | ------------ | --------- |
| N. K. Zadar               | Croacia      | 2012-2013 |
| Chelsea F. C.             | Inglaterra   | 2013-2016 |
| NAC Breda (cedido)        | Países Bajos | 2013-2015 |
| Udinese Calcio (cedido)   | Italia       | 2015-2016 |
| Udinese Calcio            | Italia       | 2016-2020 |
| Frosinone Calcio (cedido) | Italia       | 2018      |
| Kasımpaşa S. K. (cedido)  | Turquía      | 2019      |
| R. E. Mouscron (cedido)   | Bélgica      | 2019-2020 |
| Watford F. C.             | Inglaterra   | 2020-2021 |
| Maccabi Tel Aviv F. C.    | Israel       | 2021-2022 |
| Standard de Lieja         | Bélgica      | 2022-2024 |
| H. N. K. Rijeka           | Croacia      | 2024-2025 |
| F. C. Dinamo de Bucarest  | Rumania      | 2025-     |